# Neon - Le ali
Neon - Le ali è un singolo del rapper italiano Marracash, pubblicato il 6 marzo 2020 come unico estratto dalla riedizione del sesto album in studio Persona.

## Descrizione
Il brano ha visto la partecipazione della cantautrice italiana Elisa ed è stato composto dai due artisti insieme a Tropico e Takagi, durante le sessioni di registrazione di Persona, venendo tuttavia scartato a causa dei tempi stretti di pubblicazione del disco stesso. Riguardo alla genesi del brano, Marracash ha dichiarato:

Elisa ha riportato attraverso i propri social network la motivazione della collaborazione con il rapper e il significato del brano:

## Promozione
Neon - Le ali è stato annunciato con due foto che ritraevano gli artisti con una farfalla posata sulla loro bocca, un riferimento al film Il silenzio degli innocenti. È stato eseguito per la prima volta dal vivo in occasione della partecipazione dei due cantanti al Power Hits Estate 2020.
Il 31 maggio 2022, nel corso de tre concerti-evento all'Arena di Verona per l'Heroes Festival 2022 diretti da Elisa, quest'ultima ha eseguito il brano insieme a Marracash. Successivamente le due versioni sono state inserite nell'album dal vivo di Elisa Back to the Future Live, uscito il 25 novembre dello stesso anno.

## Video musicale
Il video musicale del brano, diretto da Nicola Bussei e Fabio Giavara, è stato pubblicato il 12 marzo 2020.

## Tracce
Testi e musiche di Fabio Rizzo, Elisa Toffoli, Davide Petrella e Alessandro Merli.
1. Neon - Le ali (feat. Elisa) – 3:27

## Classifiche

### Classifiche settimanali
| Classifica (2020) | Posizione massima |
| ----------------- | ----------------- |
| Italia            | 5                 |

### Classifiche di fine anno
| Classifica (2020) | Posizione |
| ----------------- | --------- |
| Italia            | 90        |